# Station Przeworno
Station Przeworno is een spoorwegstation in de Poolse plaats Przeworno.